# Белокрылая болотная крачка
Белокры́лая боло́тная кра́чка (лат. Chlidonias leucopterus) — вид птиц из семейства чайковых (Laridae).

## Описание
Длина тела белокрылой болотной крачки составляет 23 см. Размах крыльев 60—66 см. Масса 60—75 г. Линька начинается в октябре, оперение спины и брюха имеет сероватую окраску.
У брачного наряда голова, шея и спина чёрного цвета. Надхвостье, хвост и задние края крыльев белого цвета. Крылья сизые, на переднем крае крыла белая полоса сверху и чёрная — снизу. Длинный заострённый клюв красновато — чёрного цвета. Ноги короткие и слабые красного цвета.
В зимнем оперении лоб и низ тела белые, затылок серо-чёрный, спина серебристо-серая, нижняя сторона крыла белая. Клюв и ноги чёрные.
Оперение молодой птицы относительно равномерное тёмно-коричневого цвета, при этом частично просматривается серый цвет у основания перьев.

### Голос
Трескучий крик или тихое «ки-ки-ки» или пронзительное «ки-ерр».

## Поведение
Белокрылая болотная крачка непрерывно кружит в воздухе, изредка присаживаясь на воду. В спокойном состоянии белокрылая крачка втягивает голову, при этом тело принимает почти горизонтальное положение, длинные крылья обращены назад и немного вверх, их концы перекрещиваются. Засыпая, прячет клюв под крыло. Ходит плохо и только на небольшие расстояния.

## Питание
Питается главным образом водными насекомыми, такими как маленькие стрекозы. жуки, личинки и комары, а также саранчой и сверчками. Реже мелкой рыбой. В поисках корма летит низко на высоте от 30 до 50 см над водой или болотом, хватая на лету насекомых со стеблей, с земли или с поверхности воды.

## Размножение
Белокрылая болотная крачка выбирает для гнездовий мелководные водоёмы. Места гнездовий простираются от Дальнего Востока до Центрально Европы. При этом формируются колонии численностью от 100 до 150 особей. Половая зрелость наступает в два года. Моногамна. Гнездо часто держится на плаву между стеблями растений или на кочках. Гнездо из зелёных стеблей и листьев с лотком посередине обычно в диаметре от 11 до 16 см и высотой 3—5 см. Размер яиц в среднем 34 × 25 мм. В кладке 2—3, реже 4 яйца, охристой или буроватой окраски с мелкими глубокими серыми и поверхностными черноватыми пестринами. Высиживание начинается в июне (в Венгрии — в середине мая) и длится 18—20 дней, при этом погибшую в начале высиживания кладку птицы как правило восстанавливают. Птенцы покидают гнездо через 2—3 дня после вылупления, через 20—25 дней они начинают летать. Затем ещё 10 дней родители продолжают заботиться о них.

## Миграция
Белокрылая болотная крачка зимует в умеренных южных широтах и тропиках. Популяция Восточной Сибири и Маньчжурии мигрирует через Филиппины и Индокитай на юг Таиланда и Мьянмы, а также на восточное побережье Индии. Частично мигрирует даже до Австралии и Новой Зеландии. Европейская и туркестанская популяции мигрируют через Аравийский полуостров и Сахару в Сахель вплоть до юга Африки. Во время миграции стаи могут насчитывать до 10 000 особей.